# Glory Days: The Essence of War
Glory Days: The Essence of War (Super Army War en Amérique du Nord) est un jeu vidéo de type shoot 'em up développé par ODenis Studio et édité par Neko Entertainment, sorti en 2005 sur Game Boy Advance.
Il a pour suite Glory Days 2 sur Nintendo DS et Glory Days: Tactical Defense sur DSiWare.

## Accueil
- Jeuxvideo.com : 10/20[1]